# USS Flasher (SS-249)
Pour les autres navires du même nom, voir USS Flasher.
L'USS Flasher (SS-249) est un sous-marin de classe Gato construit pour l'United States Navy pendant la Seconde Guerre mondiale.
Construit au chantier naval Electric Boat de Groton dans le Connecticut, sa quille est posée le 30 septembre 1942, il est lancé le 20 juin 1943, parrainé par Mme Eleanor Saunders et mis en service le 25 septembre 1943, sous le commandement du Lieutenant commander Reuben T. Whitaker.

## Historique

### Seconde Guerre mondiale
Affecté à Pearl Harbor en décembre 1943, le submersible patrouille aux Philippines, au cours duquel il coule le cargo de 1 700 tonnes Taishin Maru le 5 février, le cargo de 2 200 tonnes Minryo Maru, le pétrolier de 3 700 tonnes Hokuan Maru le 14 février et le cargo de 2 900 tonnes Yoshida Maru le 18 février. Le Flasher rallie Fremantle le 29 février, bouclant sa première patrouille couronnée de succès.

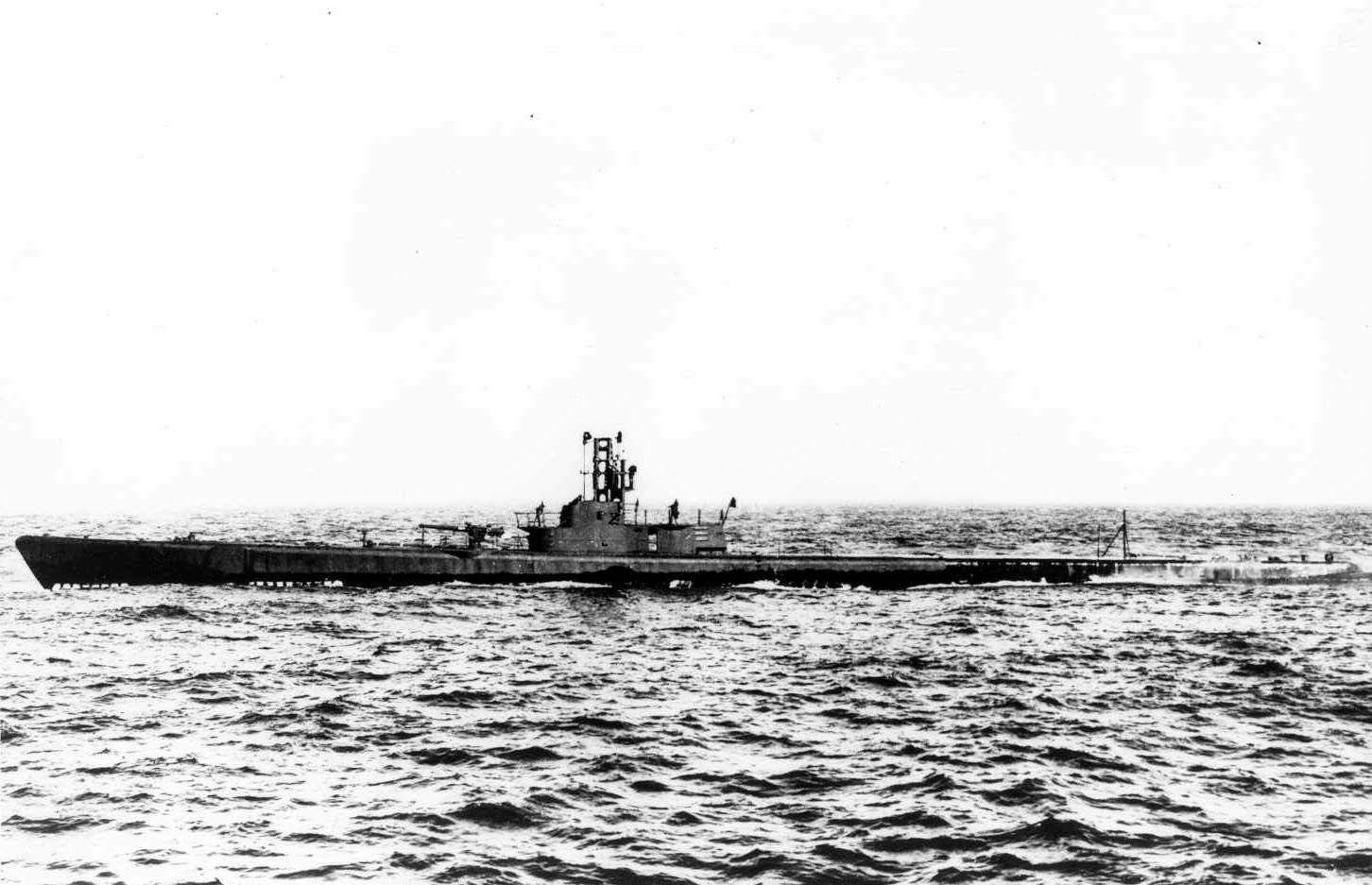
Le Flasher vers 1944.

Lors de sa deuxième patrouille, il opère en mer de Chine méridionale en avril et mai 1944 notamment le long des côtes de l'Indochine française. Le sous-marin torpille le cargo indochinois Song Gian Go le 29 avril et l'aviso de la marine de l'armée d'armistice française de 640 tonnes qui l'escorte, le Tahure le 30 avril. Le 3 mai, il coule le cargo de 5 000 tonnes Teisen Maru, avant de rallier Fremantle le 28 mai.
Sa troisième patrouille l'emmène de nouveau en mer de Chine méridionale en juin et juillet 1944. Le 29 juin, il coule le cargo de 6 100 tonnes Niho Maru et torpille le pétrolier ravitailleur Notoro. Il coule ensuite le transport de troupes de 3 500 tonnes Koto Maru le 7 juillet et le 19 le croiseur léger de 5 100 tonnes Oi. Le 26 juillet, en Wolfpack avec les sous-marins USS Angler et USS Crevalle, le Flasher attaque un convoi à l'est de Luçon. Le Flasher coule le pétrolier de 5 300 tonnes Otorisan Maru et, en compagnie du Crevalle, coule le cargo de 8 650 tonnes Tosan Maru, torpillant également le transport d'hydravions Kiyokawa Maru qui s'en sort avec des dégâts modérés. Le Flasher rallie Fremantle le 7 août.
Sa quatrième patrouille débute le 30 août 1944. Opérant aux Philippines en septembre et octobre 1944, il coule durant cette période le navire auxiliaire de 5 350 tonnes Saigon Maru le 18 septembre, le transport armé de 6 370 tonnes Ural Maru et le pétrolier de 6 500 tonnes Tachibana Maru le 27 septembre, puis le cargo de 6 900 tonnes Taibin Maru le 4 octobre. Le Fasher achève sa quatrième patrouille le 20 octobre à Fremantle.

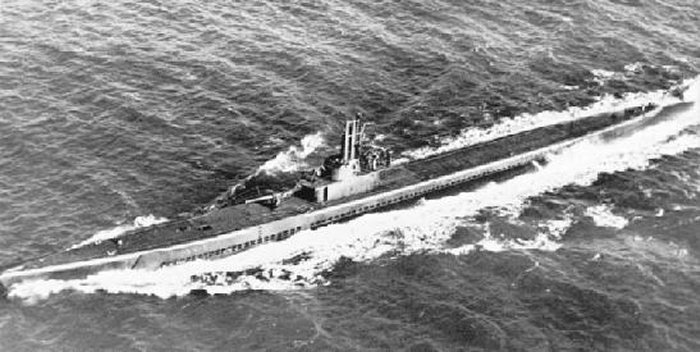
Le Flasher vers 1944-1945.

Retournant en mer de Chine méridionale en novembre et décembre 1944, le submersible coule le destroyer Kishinami et torpille le pétrolier de 10 000 tonnes Hakko Maru le 4 décembre, à 500 km au sud-ouest de Manille. Plus tard, le pétrolier irrécupérable est sabordé à la position 13° 12′ N, 116° 35′ E. Le 21 à l'aube, au nord de la baie de Cam Ranh, d'une gerbe de 6 torpilles, il coule les pétroliers de flotte de 9 200 tonnes Omurosan Maru, Otowasan Maru et Arita Maru de 10 200 tonnes à la position 15° 07′ N, 109° 05′ E. Il rallie Fremantle le 2 janvier 1945.
Lors de sa dernière patrouille de guerre, il opère en mer de Chine de janvier à mars 1945. Il coule le cargo de 850 tonnes Koho Maru le 25 février avant de rallier Pearl Harbor le 3 avril, puis la côte ouest pour une révision majeure.
Au cours de ses six patrouilles, il coula environ 100 000 tonnes de navires ennemis, un record partagé avec son sister-ship, le Rasher.

### Après-guerre

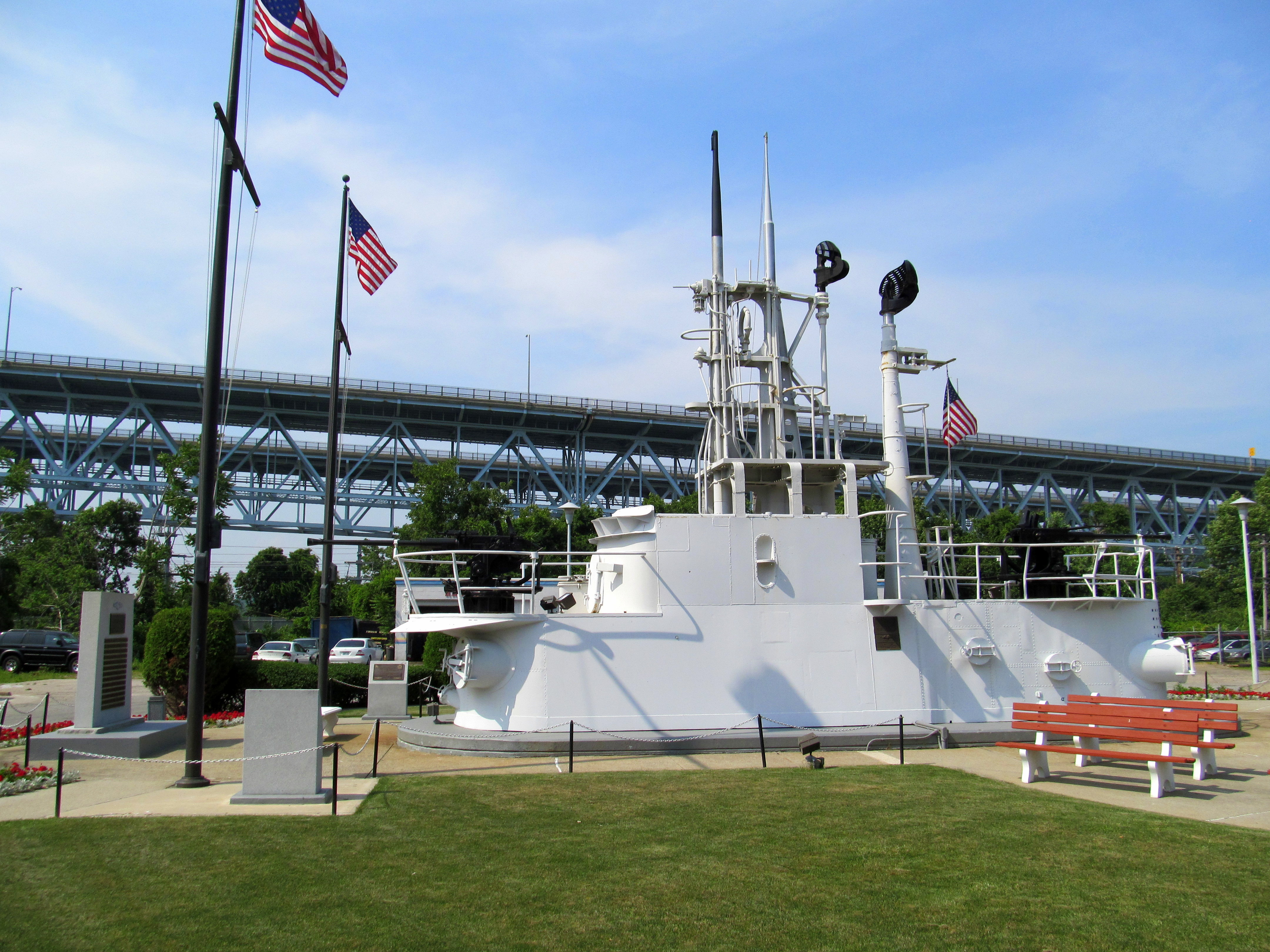
Kiosque du Flasher au National Submarine Memorial à Groton, dans le Connecticut.

Après une sortie en mer à Guam à la fin de la guerre, le Flasher rejoint New London, où il est désarmé et placé en réserve le 16 mars 1946, attaché à la flotte de réserve de l'Atlantique. Le 1er juin 1959, il est rayé du Naval Vessel Register puis vendu pour la démolition le 1er juin 1963.
Son kiosque est enlevé et placé en tant que mémorial à l'entrée du parc Nautilus, à proximité d'un quartier d'habitations à Groton. Il est ensuite déplacé à l'intersection de Thames St. and Bridge St., où il est la pièce maîtresse du mémorial de la Seconde Guerre mondiale honorant les 52 sous-marins américains et leurs vaillants équipages perdus pendant la guerre. Son entretien était à l'origine la responsabilité des vétérans sous-marins de l'organisation de la Seconde Guerre mondiale, avant d'être transféré aux bénévoles (généralement plus jeunes) des U.S. Submarine Veterans, Inc.

## Décorations
Le Flasher a reçu six battle stars et la Presidential Unit Citation pour son service dans la Seconde Guerre mondiale.

## Commandement
- Lieutenant commander Reuben Thornton Whitaker du 25 septembre 1943 au 31 octobre 1944.
- Commander George William Grider du 31 octobre 1944 à mars 1946.